# Uniwersytet Medyczny w Płowdiwie
Uniwersytet Medyczny w Płowdiwie – publiczna uczelnia medyczna założona w 1945 roku jako jeden z wydziałów Uniwersytetu w Płowdiwie. W 1950 roku stał się niezależną Akademią Medyczną.   

## Historia
Uniwersytet Medyczny w Płowdiwie powstał w 1945 roku jako część Uniwersytetu w Płowdiwie. W 1950 roku stał się niezależną uczelnią, jako Akademia Medyczna. W 1972 roku został on przemianowany na Wyższy Instytut Medyczny. W 1974 roku został utworzony wydział stomatologii, a w 1997 roku powstało kolegium medyczne jako filia uczelni. Rangę uniwersytetu otrzymał on w 2002 roku decyzją Zgromadzenia Narodowego Bułgarii.

## Uniwersytet dzisiaj
Uniwersytet Medyczny w Płowdiwie wyszkolił ponad 22 000 osób, w tym studentów z 43 krajów Europy, Azji, Ameryki Północnej, Ameryki Południowej i Afryki. 
Szkolenie kliniczne odbywa się w Szpitalu Uniwersyteckim St. George - największej placówce szpitalnej w kraju, wyposażonej w zaawansowany sprzęt i najnowocześniejsze technologie.

## Wydziały
W skład uniwersytetu wchodzi 4 wydziały, jeden departament językowy i kolegium medyczne.
- Wydział Lekarski
- Wydział Medycyny Stomatologicznej
- Wydział Farmacji
- Wydział Zdrowia Publicznego
- Departament Języków i Szkoleń Specjalistycznych (wstępna nauka języka bułgarskiego dla studentów z zagranicy)
- Kolegium Medyczne

## Kadra akademicka
Uniwersytet posiada 168 profesorów i 540 docentów. Każdy z nich posiada gruntowną wiedzę zawodową, duży dorobek naukowy oraz bogate doświadczenie dydaktyczne. Są też szanowanymi członkami międzynarodowych organizacji medycznych, uczestniczą w krajowych, europejskich i światowych zespołach badawczych, których zadaniem jest rozwój medycyny.

## Badania
Badania na uczelni są organizowane i nadzorowane przez Radę ds. Badań. Ośrodek Badawczy Immunologii i Zakład Opieki nad Zwierzętami zapewnia zaplecze do badań eksperymentalnych i przedklinicznych. Oddziały chirurgiczne i kliniczne są otwarte dla studentów chcących rozwijać swoje umiejętności naukowe i praktyczne. Istnieje też Młodzieżowe Koło Naukowe skupiające młodych naukowców, studentów i doktorantów. Coroczny konkurs Młodzież i nauka to wydarzenie, podczas którego nagradzane są najlepsze prezentacje badawcze młodych naukowców, które są następnie publikowane w specjalnym numerze.